# Ingunn Thomassen Berg
Ingunn Thomassen Berg er en norsk håndboldspiller. Hun spillede over 120 kampe for Norges håndboldlandshold fra 1979 til 1985. Hun deltog under VM 1982, hvor det norske hold kom på en syvende plads.